# L'escandalós Okona
"L'escandalós Okona" (títol original en anglès "The Outrageous Okona") és el quart episodi de la segona temporada de la sèrie de televisió de ciència-ficció estatunidenca Star Trek: La nova generació, i el 30è de tota la sèrie, que es va emetre originalment el 12 de desembre de 1988, en redifusió als Estats Units. Va ser escrit per Les Menchen, Lance Dickson i David Landsberg, amb un teleplay de Burton Armus, i dirigit per Robert Becker.
Ambientada al segle XXIV, la sèrie segueix les aventures de la tripulació de la nau de la Flota Estel·lar de la Federació Enterprise-D. En aquest episodi, la tripulació de l' Enterprise es troba amb un extravagant canalla espacial, mentre que Data intenta aprendre humor d'un comediant hologràfic.
Les estrelles convidades d'aquest episodi foren Billy Campbell, acreditat com a William O. Campbell, i Teri Hatcher, en un paper no acreditat.

## Argument
Quan la nau estel·lar de la Federació Enterprise, sota el comandament del capità Jean-Luc Picard, passa per la Coalició de Madena, detecta una petita nau de càrrega, sota control manual del seu ocupant. La tripulació es posa en contacte amb el pilot, el capità Thadiun Okona (William O. Campbell), que demana ajuda per reparar una peça del seu vaixell. El capità Picard està d'acord i l' Enterprise remolca el vaixell d'Okona mentre Okona és portat a bord. La tripulació aviat descobreix que l'Okona s'ha interessat molt per les dones del vaixell, començant per la dap  del transportador Robinson (Teri Hatcher en un paper no acreditat) i no té pressa per fer reparacions.
Continuant pel sector, l' Enterprise és atacada per naus de dos planetes, cadascuna de les quals apunta les seves armes a l' Enterprise, tot i que totes dues estan molt superades. Debin (Douglas Rowe), del planeta Atlec, acusa l'Okona d'haver embarassat la seva filla Yanar (Rosalind Ingledew), mentre que Kushell (Albert Stratton) del planeta Straleb afirma que Okona ha robat un tresor de l'estat, la joia de Thesia. Els dos líders es coneixen i ambdós exigeixen que la seva reivindicació sobre Okona tingui prioritat. Okona nega ambdues acusacions però no ofereix res amb què defensar-se. Picard s'ofereix a arbitrar la disputa i porta Debin, Yanar, Kushell i Benzan (Kieran Mulroney), fill de Kushell, a bord de l' Enterprise. L'Okona s'asseu i escolta en silenci els arguments de Debin i Kushell, però no ofereix cap prova per defensar-se de les dues acusacions.
Després de discutir molt més entre els dos líders, Okona declara que és el pare del fill de Yanar i s'ofereix a casar-se amb ella. Benzan declara llavors que la joia de Thesia no ha estat robada: es revela que Okona ha estat actuant com a intermediari de Yanar i Benzan, que estan enamorats l'un de l'altre, i que Yanar està embarassada del fill de Benzan; Benzan s'ha ofert a casar-se amb Yanar, amb la intenció de presentar la joia de Thesia, que assegura que és seva, amb raó, com a regal de cortesia. Okona portava la joia entre els dos planetes quan va patir un problema amb el motor i va afirmar falsament que era el pare per obligar els dos amants a revelar la veritat. Avergonyida i frustrada per com la seva relació amb Benzan ha provocat que l'Okona es fiqui en problemes i les baralles dels seus pares, especialment perquè el seu pare la pressiona perquè es casi per preservar l'honor de la seva família, una Yanar exasperada declara que no es casarà amb Benzan o Okona. L'Okona té una conversa de cor a cor amb Yanar sobre com no pot trencar la seva relació simplement perquè els seus pares no poden "comportar-se". La Yanar fa cas dels consells de l'Okona. Ella i Benzan es professen el seu amor davant de Debin i Kushell, que finalment s'adonen del feliços que són els seus fills entre ells. Picard no pot implicar-se en les disputes polítiques internes entre els dos planetes i permet a Okona seguir el seu camí un cop reparada la seva nau; Debin i Kushell continuen discutint (de manera amistosa) sobre els detalls del casament.
El tinent comandant Data està motivat per explorar el concepte d'humor després de conèixer l'Okona. Esperonat per Guinan, Data utilitza l'holocoberta per generar un ambient de club de comèdia i un còmic de monòleg (interpretat per Joe Piscopo) com el seu assessor, però quan actua davant l'audiència hologràfica, es consterna al veure que es riuen de tot el que diu o fa. Guinan anima Data explicant que poder riure o fer riure a la gent no és el resultat final de fer-se humà. Com que l' Enterprise deixa marxar Okona, Data és capaç de fer riure la tripulació sense voler, però al principi no entén la broma.

## Repartiment i doblatge al català
La sèrie va ser doblada al català pels estudis Tramontana (primera part) i Soundtrack (segona part) i emesa a TV3 l’any 1991. Els dobladors de l'episodi foren:
| Personatge        | Actor/actriu    | Veu en català            |
| ----------------- | --------------- | ------------------------ |
| Jean-Luc Picard   | Patrick Stewart | Joan Crosas              |
| William Riker     | Jonathan Frakes | Antoni Forteza           |
| Data              | Brent Spinner   | Joaquim Sota             |
| Geordi La Forge   | LeVar Burton    | Aleix Estadella          |
| Worf              | Michael Dorn    | Enric Arquimbau          |
| Katherine Pulaski | Diana Muldaur   | Núria Cugat              |
| Deanna Troi       | Marina Sirtis   | Victòria Pagès           |
| Wesley Crusher    | Will Wheaton    | Roger Pera               |
| Guinan            | Whoopi Goldberg | Montserrat Garcia Sagués |
| Debin             | Douglas Rowe    | Manel Català             |
| Thadiun Okona     | Billy Campbell  | Joan Pera                |
| Comediant         | Joe Piscopo     | Joan Antòn Ramoneda      |
| Yanar             | Rosalind Allen  | Eva Lluch                |
| Benzan            | Kieran Mulroney | Xavier Fernández         |
| Kushell           | Albert Stratton | Pep Ballester            |

## Producció

### Càsting
Billy Campbell va ser acreditat com William O. Campbell pel seu paper d'Okona, diferenciant-lo de William Campbell que va aparèixer als episodis de Star Trek "El senyor de Gothos" i "El problema dels tribbles". Billy Campbell va ser candidat al paper de comandant William T. Riker, però el productor executiu Rick Berman ha explicat que els executius que van fer el càsting de la sèrie van considerar que Campbell era "massa suau" i el paper va ser per a Jonathan Frakes.
Jerry Lewis havia estat programat per aparèixer a "L'escandalós Okona", però no va poder interpretar el paper del còmic a causa d'un conflicte amb una aparició com a convidat a Wiseguy. En lloc d'això, Joe Piscopo va interpretar el paper tenint en compte Lewis. Piscopo era conegut aleshores per les seves actuacions anteriors a Saturday Night Live, i va improvisar la majoria de les seves línies a "L'escandalós Okona". Teri Hatcher va ser elegida com a cap B.G. Robinson, però després que la major part de la seva actuació fos eliminada de l'episodi, va demanar que no se li acreditessin l'aparició.

### Música
La partitura de l'episodi es va gravar a l'escenari M, al solar de Paramount Studios a Hollywood. Va ser compost per Ron Jones, que va intentar utilitzar un tema musical amb trompa per Okona per mostrar-lo com "un cavaller amb una armadura brillant, un retorn a Errol Flynn". Aquest mateix motiu s'utilitza de diverses maneres al llarg de l'episodi,  Jones va tornar a gravar-lo utilitzant diferents elements de la secció de metalls així com modificant-lo electrònicament. Per a les seqüències amb Data a l'holocoberta, va optar per mantenir la música senzilla donant a aquestes escenes un fons de jazz.
Jones va criticar la decisió del productor executiu de no tocar música al bar Ten Forward. Va argumentar que hi hauria música de fons a la ubicació en lloc de silenci. Es va oferir a compondre algunes peces, i va deixar que els productors les deixessin caure si no els agradaven, però es van negar. Jones havia creat un algorisme per estimar com seria la música en el futur mentre donava conferències a Malta i es va oferir a utilitzar-lo, afegint que Jimi Hendrix es consideraria semblant a la música clàssica durant el període de la sèrie. Va escriure dues peces, però els productors les van rebutjar perquè no volien que la música moderna aparegués a l'univers.

## Recepció
James Hunt, en la seva ressenya per al lloc web Den of Geek, va qualificar l'episodi de "molt bo", però va criticar la manca d'enllaços entre les dues trames. Va suggerir que l'Okona era una Mary Sue ja que l'episodi gira al voltant de les seves accions, però va afegir que estava satisfet perquè hauria estat un gir més complicat que Okona resultés ser malvat. També va elogiar l'entreteniment vist en la capacitat de "sobreactuar" de Brent Spiner, dient que "podria omplir un episodi en si mateix" i que l'observació que fa Data cap al final era la més profunda de la sèrie fins ara.
Keith DeCandido va ressenyar l'episodi per a Tor.com, on va dir que "l'encant i el talent" de Spiner i Campbell van ser el que va fer que aquest episodi funcionés. Va afegir que Patrick Stewart mereixia elogis addicionals, ja que les seves reaccions de molèstia cap a les famílies enfrontades van ser "divertides". DeCandido va donar a "L'escandalós Okona" una puntuació de cinc sobre deu. Zack Handlen de The A.V. Club va descriure l'episodi com a "pobre", el va qualificar de "maleïdament dolorós" i qualsevol escena amb Piscopo era "terrible". Va donar a l'episodi una qualificació de C−.

## Llançament en mitjans domèstics
L'episodi es va incloure a la caixa del DVD de la segona temporada de Star Trek: La nova generació, llançada el 7 de maig de 2002.Es va publicar com a part del  Blu-ray de la segona temporada el 4 de desembre de 2012.